# Arend Berkholz
Arend Berkholz (seit 1876 Arend von Berkholz; * 8. November 1808 in Riga, Gouvernement Livland, Russisches Kaiserreich; † 11. August 1888 in Majorenhof, Gouvernement Livland, Russisches Kaiserreich) war ein deutsch-baltischer Jurist. Er übte zahlreiche Leitungstätigkeiten in Verwaltung und Organisationen in Riga aus.

## Leben

### Familie
Arend Berkholz wurde als Sohn von Martin Balthasar Berckholtz (* 18. September 1775 in Riga; † 25. November 1844), Pastor an der St. Gertrud-Kirche in Riga sowie dessen Ehefrau Christiane Elisabeth (* 21. Mai 1786; † 30. Mai 1849), geb. von Bretschneider, geboren. 
Er heiratete am 25. Oktober in Riga Alexandra (* 26. Dezember 1822; † 22. Februar 1874), Tochter des Stadtwrakers (Prüfer von Waren, meist „Flachswraker“) Alexander Götz, und war eine verwitwete Doss. Gemeinsam hatten sie zwei Söhne.

### Werdegang
Arend Berkholz erhielt anfangs Schulunterricht durch seinen Vater und besuchte von 1823 bis 1828 das Gouvernement-Gymnasium (Krons-Gymnasium) beim damaligen stellvertretenden Direktor Karl Ludwig Grave. Von 1829 bis 1832 absolvierte er ein Jurastudium an der Kaiserlichen Universität Dorpat. 1832 reiste Berkholz über St. Petersburg nach Moskau, um sich als Student immatrikulieren zu lassen, wurde jedoch vom Kurator Solochwostow und dem Minister Sergei Semjonowitsch Uwarow abgelehnt. 
Am 6. Juli 1834 erhielt er von der juristischen Fakultät der Universität Dorpat die Würde eines graduierten Studenten der Rechte zuerkannt. Anschließend trat er als Auscultant in den Dienst des Rigaer Stadtrates. Dort wurde er 1835 Protokollführer der Kommission zur Errichtung des Lombards, im gleichen Jahr wurde er auch Lehrer an der Sonntagsschule. Es folgten 1837 weitere Tätigkeiten als Protokollführer der Kommission zur Feststellung des Verhältnisses der Stadtwache zur Pferde sowie der Kommission zur Regulierung der Grenze zwischen dem Schlossgraben und dem Stadtterritorium.
1836 begann Arend Berkholz als Notar der Krepostexpedition und wurde 1839 Sekretär des evangelisch-lutherischen Stadtkonsistoriums, sowie 1845 Advokat des Stadtrates, bevor er 1847 Ratsherr wurde. 1850 wurde er Kollegien-Assessor.
1851 wurde er Kirchspielrichter-Adjunkt und Kontrolleur der Listen für die 10. Revision im Patrimonialgebiet.
1865 wurde er zum Kirchspielrichter und Präses ernannt, dieses Amt behielt er bis 1880. 1876 wurde er in den russischen Adelsstand erhoben.
1878 wurde Arend von Berkholz zu einem der vier Bürgermeister von Riga gewählt. Daneben übte er weitere Leitungstätigkeiten in der Stadt aus. 1881 beendete er alle Tätigkeiten und ging mit einer Pension in den Ruhestand.

## Tätigkeiten und Mitgliedschaften

### Beisitzertätigkeiten
- 1847–1851: Beisitzer des Bauerndepartments des Rats;
- 1847–1855: Beisitzer des Kämmerei- und Amtsgerichts;
- 1848–1869: Beisitzer der evangelisch-lutherischen Stadt-Konsistorei;
- 1865–1879: Beisitzer der Rigaschen Polizeiverwaltung;
- 1872–1881: Beisitzer des Armen-Direktoriums.

### Inspektorentätigkeiten
- 1847–1850 und 1868: Inspektor der Landpolizei;
- 1848: Inspektor der Berkholz-Meintzenschen Stipendiaten-Stiftung;
- 1850–1881: Inspektor der Strauchschen Familien- und Armenlegats;
- 1847–1872: Inspektor der St. Gertrudenkirche;
- 1852: Inspektor des Jacobs-Stöverschen Familienlegats
- 1852–1881: Inspektor des Fischerschem Erziehungs-Institut;
- 1860–1874: Inspektor des Drachenhauerschen Familienlegats;
- 1865–1879: Inspektor der Rettungsanstalt und des Krankenhauses für Seefahrer
- 1868–1878: Inspektor des Todlebenschen Familienlegats

### Kommissionsmitgliedschaften
- 1848 und 1860: Mitglied der Kommission zur Redaktion des Reglements für das Fuhrmannswesen;
- 1849: Mitglied der Kommission zur Organisation des Justizwesens;
- 1850: Mitglied der Kommission für die Seelenrevision;
- 1851: Mitglied der Kommission zur Redaktion der Schenkereiverordnung;
- 1851: Mitglied der Kommission einer Bauordnung;
- 1857: Mitglied der Kommission eines Rekrutenreglements für die Ostseeprovinzen;
- 1858 und 1868: Mitglied der Kommission einer Verordnung über die Quartierleistung der Stadt Riga;
- 1867: Mitglied der Kommission zur Umgestaltung des Polizei-Kommandos;
- 1868: Mitglied der Kommission zur Feststellung der Grenzen des Stadtbezirks und der Rittergüter;
- 1871: Mitglied der Kommission zur Feststellung der von der Stadt Riga zu leistenden Landesprästanden;
- 1871: Mitglied der Kommission zur Beratung über die Umwandlung der Kopfsteuer in eine Hof- und Grundsteuer
- 1873: Mitglied der Kommission übe die Verwaltung des Etwats der Rigaer Polizeiverwaltung.

### Vorsitzendentätigkeiten
- 1849: Vorsitzender der Kommission zur Verhütung der Verarmung und Bettelei;
- 1855–1865: Vorsitzender des Kämmerei- und Amtsgerichtes;
- 1865–1878 Vorsitzender der Quartierverwaltung;
- 1851 und 1863: Vorsitzender der Kommission zur Regulierung der Abgaben-Rückstände
- 1857: Vorsitzender der Steuerverwaltung;
- 1857: Vorsitzender der Kommission zur Veranstaltung der 10. Seelenrevisionslisten der Rigaer Gemeinde;
- 1862: Vorsitzender der Kommission zur Anfertigung einer Instruktion für die Revenuenabschätzung der Immobilien;
- 1863: Vorsitzender der Kommission zur Organisation des Feuerlöschwesens;
- 1864: Vorsitzender der Kommission zur Repartition der Kronimmobiliensteuer;
- 1864: Vorsitzender der Kommission zur Beratung über die Aufgaben des Schenkereirechts;
- 1867–1879: Vorsitzender des Sanitäts-Komitee;
- 1869–1881: Vorsitzender des Theater-Verwaltungskomitee;
- 1870–1881: Vorsitzender der Administration des Gas- und Wasserwerks;
- 1872–1881: Vorsitzender der Administration zur Verpflegung der Geisteskranken und der Verwaltung der Anstalt Rothenberg;
- 1874: Vorsitzender der Kommission zur Ermittlung verfügbarer städtischer Gelder;
- 1878–1881: Vorsitzender des Waisengerichts.

### Stiftung
1858 gründete Arend Berkholz die Berkholz-Meintzensche Stipendiatsstiftung  zur Unterstützung unbemittelter Studenten der Kaiserlichen Universität Dorpat und des Rigaer Polytechnikums.

### Weitere Mitgliedschaften
- 1829–1832/34 Während seines Studiums in Dorpat war er Fuchsoldermann und Senior in der Baltischen Corporation Fraternitas Rigensis Dorpat.
- 1837: Sekretär der Gesellschaft für Geschichte und Altertumskunde;
- 1842: Sekretär der literarisch-praktischen Bürgerverbindung;
- 1856: Mitglied des Kuratoriums der Taubstummenschule;
- 1862–1873: Mitglied des engeren Ausschusses der Riga-Dünab. Eisenbahngesellschaft;
- 1863–1879 weltliches Mitglied des evangelisch-lutherischen General-Konsistoriums in St. Petersburg;
- 1865: Vorsteher des Tierschutzvereins;
- 1876: Administrator des Drachenhauerschen Familienlegats.

## Titel und Ehrungen
Titel
- 1840: Kollegien-Sekretär;
- 1844: Titularrat;
- 1853: Hofrat;
- 1863: Kollegienrat;
- 1867: Staatsrat;
- 1879: Wirklicher Staatsrat.

Ehrungen
- 1858: Ehrenzeichen für 20 Dienstjahre;
- 1858: Verleihung der Bronze-Medaille am Andreasband, für den Türkenkrieg gestiftet
- 1865: Verleihung des Annenorden 3. Klasse
- 1865: Verleihung des Stanislausorden 2. Klasse für die gelieferten Bemerkungen zum 3. Teil des Provinzialrechts für die Ostseeprovinzen;
- 1867: Verleihung des bronzenen Brustkreuzes zur Erinnerung an die Einführung der Landgemeindeordnung;
- 1868: Verleihung der Krone zum Stanislausorden;
- 1870: Verleihung des Annenorden 2. Klasse;
- 1873: Verleihung der Krone zum Annenorden;
- 1873: Verleihung des Wladimirorden 4. Klasse für 35. Dienstjahre, hiermit verbunden wurde er
- 1876 Erhebung in den russischen Adelsstand und vom livländischen Landrats-Kollegium in das livländische Gouverneur-Adelsgeschlechtbuch 1877 eingetragen;
- 1877: Verleihung des Wladimirorden 3. Klasse

## Werke (Auswahl)
- Gedenkblätter für die Familie Berckholz auch Berkholz, Riga 1883 (Arend Berkholz: S. 19 ff.).
- Der St. Jacobi-Kirchhof in Riga (1773–1895). Kymmel, Riga 1895.
- Arend Berkholz, H. von Bruiningk: Anton Buchholtz zur Erinnerung für seine Freunde. Verlag der Buchdruckerei des Rigaer Tageblatt, Riga 1901 (Sonderdruck aus dem Rigaer Tageblatt, Jg. 1901, Nr. 229 vom 7. Oktober).
- Arend von Berkholz, N. Carlberg: Der Stadt Riga Verwaltung und Haushalt in den Jahren 1878-1900: in Veranlassung des 700-jährigen Bestehens Rigas. Druck und Verlag der Müllerschen Buchdruckerei, Riga 1901.
- Georg Grindel, Arend von Berkholz: Dichtungen und Compositionen. Kymmel, Riga 1902.
- Album fratum Rigensium – Ein Beitrag zur Baltischen Personenkunde. Riga, 3. Auflage 1910.